# KWL-táblázat
A KWL-táblázat a tanulási folyamat segítésére, és eredményességének nyomonkövetésére szolgáló elrendezés, grafikus szervezési módszer. (Ogle, 1986)  A módszer neve az oszlopok angol nevében található kezdőbetűkből álló mozaikszó.

## Alkalmazása
Jól használható tanítási órákon, de vizsgákra, tesztekre való felkészülésnél is.
Különösen hatékony lehet alsóbb évfolyamokon, valamint szorosan egymásra épülő ismeretek esetében is. 
A táblázatnak három oszlopa van, melyből az első kettőt töltsük ki az anyag feldolgozása előtt!

Az oszlopok elnevezése: 
1. What we Know, azaz K oszlop  – amit tudunk, ide kerülnek a témáról szerzett előzetes ismereteink címszavas formában.
2. What we Want to know , azaz W oszlop – Kérdések arról, amit tudni akarunk, amiről tanulni fogunk. Ezt a fejezetek címeiből, képekből állapítsuk meg! Ezzel meghatároztuk a tananyag témáit, feldolgozásának legfőbb szempontjait!
3. What we Learned, azaz L oszlop – amit tanultunk.

Tanulás közben töltsük ki az L oszlopot! Ide kerülnek a tananyag feldolgozása közben szerzett új ismeretek címszavas formában.
A tanulás vagy az anyag feldolgozása után menjünk vissza a K oszlopra, és ellenőrizzük, hogy mely előismeretünk volt pontatlan vagy hibás. Javítsuk ki!
Befejezésül menjünk a W oszlopra, és ellenőrizzük le, hogy van-e olyan kérdésünk melyre nem kaptunk választ!